# SS Baltic (1871)
SS Baltic foi um navio de passageiros da armadora White Star Line.

## História
O Baltic foi um dos primeiros quatro navios construídos para a White Star nos estaleiros Harland and Wolff em Belfast, pelo novo proprietário da companhia de navegação Thomas Henry Ismay. Em 1889, após o SS Teutonic entrar em serviço, o navio foi vendido para a Holland America Line e rebatizado como SS Veendam em homenagem a cidade de mesmo nome.
Ele naufragou em 7 de Fevereiro de 1898, depois de colidir com um barco abandonado, sem vítimas fatais, todos os passageiros foram transferidos para o SS St. Louis.